# Tomas Aritz Oteiza
Tomas Aritz Oteiza (Pamplona, dècada de 1910 - Navarra, 1936) va ser un activista polític basc, militant destacat del Partit Comunista d'Espanya a la localitat navarresa de Pamplona.
Va tenir per companya sentimental a la mestra d'escola Camino Oskoz. Va ser assassinat als 26 anys. Va ser una de les primeres víctimes de la Guerra Civil a Navarra.